# Горьков, Лев Петрович
Лев Петро́вич Горько́в (14 июня 1929, Москва, РСФСР — 28 декабря 2016, Таллахасси, США) — советско-американский физик-теоретик, действительный член АН СССР (1987), академик РАН (1991). Крупный специалист по физике конденсированного состояния, в частности по теории сверхпроводимости.

## Биография
Родился в семье доцента Московского института инженеров железнодорожного транспорта. В 1947 году он поступил на физико-технический факультет МГУ, но после его реорганизации был переведён на инженерно-физический факультет Московского механического института, который окончил в 1953 году. После сдачи «теоретического минимума» Ландау Горьков был принят в аспирантуру теоретического отдела Института физических проблем АН СССР, где в 1956 году защитил кандидатскую диссертацию «Квантовая электродинамика заряженных частиц со спином нуль», выполенную под руководством И. М. Халатникова. В 1961 году он защитил докторскую диссертацию на тему «Методы квантовой теории поля в теории сверхпроводимости».
В 1963 году он возглавил теоретический отдел филиала Института химической физики АН СССР в Черноголовке, а спустя два года стал одним из основателей Института теоретической физики АН СССР, где также заведовал отделом. Кроме того, с 1966 до 1991 года он руководил кафедрой «Проблемы теоретической физики» МФТИ, которая базировалась в Институте теоретической физики.
Академик АН СССР (1987), член-корреспондент АН СССР (1966).
В 1991 году учёный эмигрировал в США, где работал в университете Иллинойса в Урбана-Шампейн, а затем руководителем теоретической группы Национальной лаборатории сильных магнитных полей в Таллахасси (Флорида).
Член Национальной академии наук США (2005).
Занимался живописью.

## Научная деятельность
Работы Горькова посвящены в основном физике конденсированного состояния, в особенности теории сверхпроводимости. В 1958 году, вскоре после выхода знаменитой работы БКШ, Горьков разработал новый статистический (теоретико-полевой) метод описания сверхпроводимости, основанный на так называемых уравнениях Горькова. С помощью этого подхода ему вскоре удалось вывести из микроскопической теории феноменологические уравнения Гинзбурга — Ландау и прояснить природу параметра порядка сверхпроводящего состояния. В эти же годы Горьков совместно с А. А. Абрикосовым разработал теорию сверхпроводящих сплавов, использовав для упрощения расчётов новую диаграммную технику. В частности, в 1960 году они предсказали возможность бесщелевой сверхпроводимости в металлах с магнитными примесями. В конце 1960-х годов Горьков вместе с Г. М. Элиашбергом начал исследование проблемы неравновесной сверхпроводимости, в частности различных нестационарных явлений в сверхпроводниках, связанных в том числе с поведением сверхпроводников в переменных полях. В конце 1970-х годов он развил теорию сверхпроводников со структурой А15 и одномерных органических проводников, заложил (совместно с А. И. Ларкиным и Д. Е. Хмельницким) основы диаграммного подхода к описанию слабой локализации и других мезоскопических эффектов, исследовал (совместно с В. Л. Березинским) свойства одномерных неупорядоченных металлов. В 1980-е годы Горьков занимался сверхпроводниками с «тяжёлыми фермионами» и высокотемпературной сверхпроводимостью, в частности совместно с Г. Е. Воловиком предложил основанную на симметрийных соображениях классификацию возможных типов сверхпроводящего состояния.
Горьков активно занимался исследованиями и в других направлениях — гидродинамике, теории полупроводников, квантовой статистике. В 1965 году Горьков совместно Г. М. Элиашбергом рассчитал поляризуемость малых металлических частиц в высокочастотном электромагнитном поле. Большую известность приобрела книга «Методы квантовой теории поля в статистической физике», написанная им в соавторстве с Абрикосовым и Дзялошинским в 1962 году и излагающая методы теории поля для применения в физике конденсированного состояния.

## Награды и звания
- Ленинская премия (1966), совместно с А. А. Абрикосовым и В. Л. Гинзбургом — за разработку теории сверхпроводящих сплавов и свойств сверхпроводников в сильных магнитных полях
- Премия имени Ландау Академии наук СССР (1989) — за книгу «Методы квантовой теории поля в статистической физике»
- Орден Трудового Красного Знамени (1989)
- Премия Джона Бардина (1991)
- Почётный член Американского физического общества (1997)
- Премия Гумбольдта (1999)
- Медаль Юджина Финберга (2004)
- Золотая медаль имени Уго Фано (2015)

## Объекты, названные в честь Л. П. Горькова
- Спектр Горькова
- Уравнение Горькова
- Потенциал Горькова в акустике
- Теория Гинзбурга — Ландау — Абрикосова — Горькова
- Уравнение Дайсона — Горькова

## Основные публикации
Книги
- Абрикосов А.А., Горьков Л.П., Дзялошинский И.Е. Методы квантовой теории поля в статистической физике. — М.: Физматгиз, 1962. — 444 с. Английский перевод: Abrikosov A.A., Gorkov L.P., Dzyaloshinski I.E. Methods of Quantum Field Theory in Statistical Physics. — Englewood Cliffs: Prentice Hall, 1963.
- Горьков Л.П. Сверхпроводники с тяжёлыми фермионами: Текст лекции. — М.: МИФИ, 1985. — 15 с.
- Gor'kov L.P. Selected Papers of Lev P. Gor'kov. — Singapore: World Scientific, 2014.

Статьи
- Горьков Л.П. Об энергетическом спектре сверхпроводников // ЖЭТФ. — 1958. — Т. 34(3). — С. 735–739.
- Абрикосов А.А., Горьков Л.П., Халатников И.М. Сверхпроводник в высокочастотном поле // ЖЭТФ. — 1958. — Т. 35(1). — С. 265–275.
- Горьков Л.П. Микроскопический вывод уравнений Гинзбурга-Ландау в теории сверхпроводимости // ЖЭТФ. — 1959. — Т. 36(6). — С. 1918–1923.
- Горьков Л.П. Критическое поле переохлаждения в теории сверхпроводимости // ЖЭТФ. — 1959. — Т. 37(3). — С. 833–842.
- Горьков Л.П. К теории сверхпроводящих сплавов в сильном магнитном поле вблизи критической температуры // ЖЭТФ. — 1959. — Т. 37(5). — С. 1407–1416.
- Абрикосов А.А., Горьков Л.П. К теории сверхпроводящих сплавов с парамагнитными примесями // ЖЭТФ. — 1960. — Т. 39(6). — С. 1781–1796.
- Горьков Л.П. О силах, действующих на малую частицу в акустическом поле в идеальной жидкости // Доклады Академии наук СССР. — 1961. — Т. 140(1). — С. 81–91.
- Горьков Л.П., Мелик-Бархударов Т.К. К теории сверхтекучести неидеального ферми-газа // ЖЭТФ. — 1961. — Т. 40(5). — С. 1452–1458.
- Абрикосов А.А., Горьков Л.П. Спин-орбитальное взаимодействие и найтовский сдвиг в сверхпроводниках // ЖЭТФ. — 1962. — Т. 42(4). — С. 1088–1096.
- Горьков Л.П., Русинов А.И. Ферромагнетизм в сверхпроводящих сплавах // ЖЭТФ. — 1964. — Т. 46(4). — С. 1363–1378.
- Горьков Л.П., Элиашберг Г.М. Мелкие металлические частицы в электромагнитном поле // ЖЭТФ. — 1965. — Т. 48(5). — С. 1407–1418.
- Горьков Л.П., Дзялошинский И.Е. К теории экситона Мотта в сильном магнитном поле // ЖЭТФ. — 1967. — Т. 53(2). — С. 717–722.
- Горьков Л.П., Элиашберг Г.М. Обобщение уравнений теории Гинзбурга-Ландау для нестационарных задач в случае сплавов с парамагнитными примесями // ЖЭТФ. — 1968. — Т. 54(2). — С. 612–626.
- Gor'kov L.P., Lebed' A.G. On the stability of the quasi-onedimensional metallic phase in magnetic fields against the spin density wave formation // Journal de Physique Lettres. — 1984. — Vol. 45. — P. 433—440. — doi:10.1051/jphyslet:01984004509043300.
- Воловик Г.Е., Горьков Л.П. Необычная сверхпроводимость в UBe13 // Письма в ЖЭТФ. — 1984. — Т. 39(12). — С. 550–553.
- Gor'kov L.P., Rashba E.I. Superconducting 2D System with Lifted Spin Degeneracy: Mixed Singlet-Triplet State // Physical Review Letters. — 2001. — Vol. 87. — P. 037004. — doi:10.1103/PhysRevLett.87.037004.
- Balicas L., Brooks J.S., Storr K., Uji S., Tokumoto M., Tanaka H., Kobayashi H., Kobayashi A., Barzykin V., Gor'kov L.P. Superconducting 2D System with Lifted Spin Degeneracy: Mixed Singlet-Triplet State // Physical Review Letters. — 2001. — Vol. 87. — P. 067002. — doi:10.1103/PhysRevLett.87.067002.